# Левый интервенционизм
Понятием левый интервенционизм означает ту часть интервенционистского движения различного толка (республиканского, мадзинианского, социал-реформистского, демократическо-социалистического, диссидентского социалистического, революционного), которая видела в Великой войне историческую возможность для проведения глубоких преобразований в экономической, правовой и социальной сферах Италии.

## История

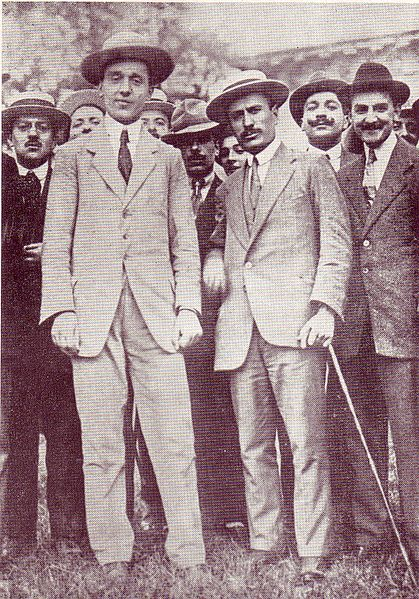
Филиппо Корридони с Бенито Муссолини во время интервенционистской демонстрации 1915 года в Милане

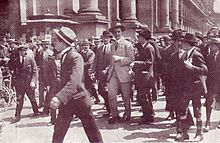
Конец интервенционистской демонстрации. В центре Филиппо Корридони

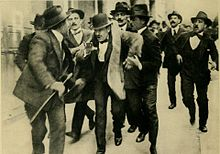
Муссолини арестован в Риме 11 апреля 1915 года после митинга в поддержку итальянского вмешательства в войну

Левый интервенционизм возник из процесса внутренней самокритики значительной части революционно-синдикалистского движения, которое после провала Красной недели в июне 1914 года дало толчок к теоретической эволюции собственной мысли.
В последующие недели Альцесте де Амбрис заявил, что выступает за вступление Королевства Италия в Великую войну на стороне Франции, что стоило ему исключения из Итальянского синдикального союза (USI). Это привело сначала к одновременному добровольному выходу из USI во главе с нейтралистом и анархистом-интернационалистом Армандо Борги, а также из сильной миланской секции во главе с Филиппо Корридони, а затем к изгнанию всех интервенционистских секций. Они присоединились к футуристическому интервенционизму, который во главе с Филиппо Томмазо Маринетти и Умберто Боччони уже устроил беспорядки на улицах.
5 октября Анджело Оливьеро Оливетти и создал Союз революционного действия, в которые объединились все движения этой направленности, и в то же время был выдвинут Манифест, политическая программа в поддержку левого интервенционизма. Намеревалось подвергнуть резкой критике социалистическую партию и её нейтралистскую позицию, рассматривая отсутствие поддержки войны как отсутствие у партии политических перспектив и реакционность по отношению к истории в движении. Великая война рассматривалась ими как историческая возможность, которую можно было использовать, в качестве катализатора революционных порывов итальянского народа, который, осознав свой собственный потенциал, ниспровергнет установленную власть государства. В заключение левые интервенты утверждали, что если народ сам не нашёл в себе искры, для социального взрыва, то это должен был быть внешний фактор, а именно война.
18 октября того же года Бенито Муссолини, директор официальной газеты социалистической партии Avanti! и до этого сторонник итальянского нейтралитета в соответствии с директивами партии, опубликовал на третьей странице статью, в которой утверждал что сохранение линии нейтралитета превратило бы движение в гетто, поставив его в подчинённое положение. Поэтому он предложил вооружить народ для войны и, когда она закончится, повернуться против структур либерального и буржуазного государства, породив революцию и торжество социализма. Это стоило Муссолини увольнения из газеты 20 октября 1914 года, который не прошло и месяца, как вышел первый экземпляр основанной им новой газеты «Il Popolo d'Italia» с резко интервенционистской линией. 29 ноября он был также исключение из социалистической партии за провокации против товарищей. 14 ноября 1914 года в статье под названием «Audacia» (смелость), он написал в столбцах новой газеты:
Сегодня я громко кричу — антивоенная пропаганда — есть пропаганда трусости. Ему повезло, потому что он щекочет и раздражает инстинкт индивидуального самосохранения. Но именно по этой причине это антиреволюционная пропаганда… И когда мы возобновим марш, решать вам, молодые люди Италии; молодые люди с заводов и университетов; молоды годами и молоды духом; молодые люди, принадлежащие к поколению, которому судьба поручила творить историю; именно к вам я обращаюсь с добрыми пожеланиями, уверенный, что он вызовет в ваших рядах широкий резонанс отголосков и симпатий [...] «Война».Il Popolo d'Italia, 15 ноября 1914
Под влиянием Муссолини и Сальвемини тогдашний студент-социалист Антонио Грамши напишет в туринском социалистическом еженедельнике Il Grido del Popolo 31 октября 1914 года статью под названием «Активный и оперативный нейтралитет», с помощью которой он тоже отклонится от официальной линии партии, что расколет ряды молодых туринских социалистов. Даже социалист Пальмиро Тольятти пойдет добровольцем в армию для участия в боевых действиях. Социалисты Гаэтано Сальвемини, Леонида Биссолати и Карло Росселли были голосами определённого фронта демократического интервенционизм: они выступали за демократический союз между Италией и населением, угнетаемым Австро-Венгерской империей, для взаимного освобождения. Сальвемини считал, что «победа Германии над Францией будет рассматриваться как доказательство неспособности демократии свободно жить рядом с авторитарными политическими режимами, и обрушит на всю Европу ущерб и позор длительной антидемократической реакции».
Ирредентизм и идеалы Рисорджименто раскрыты на страницах Сальвемини, в колонках L'Unità, вплоть до защиты демократической цивилизации в противовес авторитарной культуре, олицетворяемой центральными державами.
Подобные аргументы также объединили социалистов Уго Гвидо и Родольфо Мондольфо в интервенционистский демократический фронт.
Пьетро Ненни, давний друг Муссолини, примет участие в интервенционистской движении, но уже исходя из других предпосылок, будучи в то время республиканцем. Позже он скажет: «Я был согласен с Муссолини в его интервенционистской борьбе, даже если мы руководствовались разными принципами: для меня, народного происхождения, Гарибальдина и Мадзини, это была последняя война Рисорджименто, завершившая объединение Италии. Для Муссолини это была скорее революционная война и внутриполитическая борьба за власть». Позже молодой Ненни также уйдёт на фронт в качестве добровольца, и его парадная фотография будет опубликована в Il Popolo d’Italia.
Между 24 и 25 января 1915 года был основан Союз революционного действия в присутствии, среди прочих, Филиппо Корридони и Бенито Муссолини. Именно в этом году были призваны многочисленные левые интервенционисты, в том числе сами Корридони и Муссолини. Первый погибнет в окопах, атакуя австрийские позиции на Карста; второй, также назначенный на передовую, будет публиковать ежедневный фронтовой дневник, в котором будет рассказывать о жизни в окопах войны. Вернувшись к мирной жизни, Муссолини сменил заголовок Il Popolo d’Italia с «Quotidiano socialista» в «Quotidiano dei combattenti e dei produttori» и в декабре опубликовал к статью под названием Trincerocrazia, в которой он требовал для ветеранов окопов право управлять послевоенной Италией и предвосхитил роль бойцов Великой войны как аристократии завтрашнего дня и ядро нового правящего класса страны.
Позднее часть левых интервеционистов перешла в лагерь фашистов, а часть — антифашистов.

## Выдающиеся деятели
- Альберто Аквакалда[итал.]
- Винцензо Бальдацци[итал.]
- Чезаре Баттисти
- Камилло Беллиени[итал.]
- Микеле Бьянки
- Леонида Биссолати
- Иваноэ Бономи
- Пьеро Каламандреи[итал.]
- Филиппо Корридони
- Альцесте де Амбрис?!
- Аттилио Деффену[итал.]
- Альдо Элуизи[итал.]
- Роберто Фариначчи
- Габриэле Фоскиатти[итал.]
- Антонио Грамши
- Эмилио Луссу[итал.]
- Эрколе Миани[итал.]
- Родольфо Мондольфо[итал.]
- Уго Гвидо Мондольфо[итал.]
- Бенито Муссолини
- Пьетро Ненни
- Витторио Пичелли[итал.]
- Карло Росселли
- Эрнесто Росси[итал.]
- Гаэтано Сальвемини
- Назарио Сауро[итал.]
- Карло Сфорца
- Пальмиро Тольятти